# نظام الهاتف المحمول المتطور

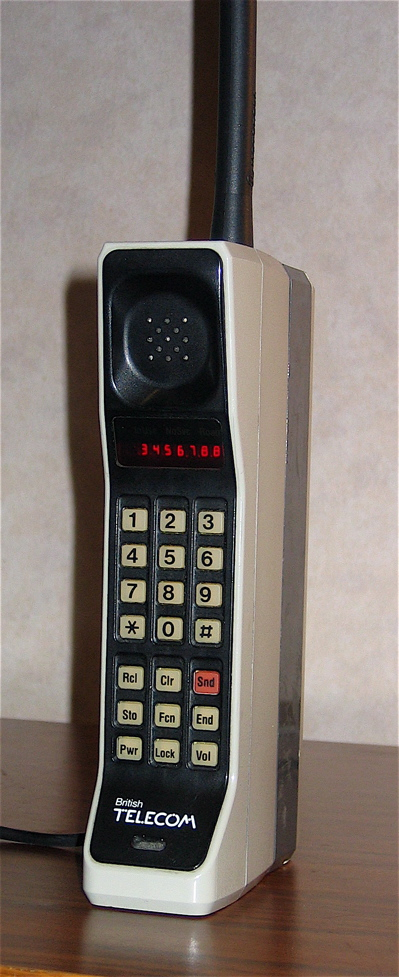

نظام الهاتف المحمول المتطور (بالإنجليزية: Advanced Mobile Phone System)‏ اختصاراً AMPS، هو نظام هواتف محمولة ذا إشارة تماثلية طُوّر من قبل مختبرات بل، وقدم رسمياً في الأمريكتين عام 1983. وكان النظام الرئيسي للهواتف المحمولة في أمريكا الشمالية (ومحليات أخرى)، خلال ثمانينات القرن الماضي وبداية القرن الحادي والعشرين. منذ 18 فبراير، 2008، لم تعد الولايات المتحدة تطلب مساعدة النظام وشركاته مثل AT&T، وقطعت فيريزون استخدام الخدمة نهائياً. أي إم بي إس قُطع من أستراليا في سبتمبر 2000.

## ديجيتال أي إم بي إس
في وقت لاحق، قامت العديد من شركات أي إم بي إس بالتحول إلى د-أي إم بي إس. كانت D-AMPS من أنظمة الجيل الثاني الرقمية، استعملت بشكل رئيسي بواسطة AT&T ويو إس الخلوي في الولايات المتحدة.

## بعض الشركات التي استعملت هذا النظام
- فيرايزون وايرلس - تستعمل سابقاً شبكة أي إم بي إس، في 18 فبراير، 2008، قطعت فيرايزون كل شبكات AMPS، وتستعمل الآن تقنية سي دي إم أي 2000.
- بل موبيليتي - قطعت الاستعمال عام 2008.